# Église Saint-Cassien de Savigny-lès-Beaune
L'église de Savigny-lès-Beaune est sous le vocable de saint Cassien, évêque d'Autun, depuis 1443. Son architecture est remarquable, en particulier pour son clocher roman à base carrée et à flèche octogonale. Son transept et son chœur ont été inscrits monument historique le 10 novembre 1925, son clocher a été classé le 28 novembre 1930.

## Architecture
La fondation de l'église remonte au VIIe siècle, mais fut gravement endommagée et probablement détruite par les Sarrasins en 731.
Assez remarquable par sa taille de 33 m, le clocher date de la 2e moitié du XIIe siècle. Il est l'unique vestige d'une église romane monastique à nef unique et est construit en pierre de tuf de rivière. Sa base est carrée avec des baies géminées et sa flèche est orthogonale et entourée de quatre clochetons.
Le chœur et le transept gothiques sont du XVe siècle. La nef principale et les bas-côtés datent de 1785 en raison d'un agrandissement.

## Fresque
À l'intérieur de la voûte du clocher, se trouve une fresque du XVe siècle (mise au jour lors de la restauration de l'église en 1935) qui paraît être l'œuvre d'artiste de l'école de Van der Weiden, célèbre auteur du triptyque du Jugement dernier de l'Hôtel-Dieu de Beaune et fut peinte par Pierre Spicre, auteur des tapisseries de l'église Notre-Dame de Beaune.
Cette fresque représente quatre anges présentant à l'adoration des apôtres, des martyrs et des saints, des instruments de la Passion. L'un tient la croix, un autre le roseau surmonté d'une éponge, le troisième la colonne de la flagellation et le quatrième la couronne d'épines.
Autour de saint Cassien, on aperçoit la Vierge, les saints Pierre, Paul, André, Thomas, Dominique, Jacques, François d'Assise, Antoine de Padoue, et les saintes Barbe, Apolline, Madeleine...
Une reproduction en a été faite en 1954 pour le compte du musée des monuments français, installé au Palais de Chaillot à Paris.

## Mobilier
Dans le chœur se trouvent deux lutrins qui datent des XVe et XVIIe siècles, deux médaillons qui datent des XVIe et XVe siècles ainsi que deux tableaux : Jésus Enfant d'après Rubens et saint Pierre par Norblain de la Gourdaine.
Dans la nef, on peut aussi remarquer un reliquaire de saint Louis datant du XVe siècle ainsi qu'un tableau de Jean Restout réalisé au XVIIIe siècle.

## Confrérie religieuse
Jusqu'en 1793, il existait à Savigny-lès-Beaune, une confrérie religieuse dite de Saint Cassien qui connut un essor considérable au XVIIIe siècle, elle regroupait des adeptes répartis dans une cinquantaine de villages environnent.
Tous les membres de cette confrérie venaient à Savigny pour la fête de Saint Cassien le 5 août et l'on suppose que l'église est devenue trop petite et dut être agrandie aux dimensions actuelles.